# Lille røde traktor
Lille røde traktor er en tv-serie for børn, som handler om den “Lille røde traktor”. Modtageren er primært børn fra 2-6 år. Den lille røde traktor er lagt ud på 3 forskellige dvd’er. Den har været en af de mest bemærkelsesværdige børneserier på tv. Den har bl.a været vist på Danmarks Radio, hvor de har sendt mange afsnit gennem årene.
Den Lille røde traktor er nostalgi for mange børn og unge, da den kom udkom i 2004. Den kan ses med dansk tale. Den har en positiv morale og sociale værdier som børnene tit kan relatere til.

## Handling
Hovedpersonen er den Lille røde traktor af mærket Ford, som bliver kørt af Søren. Søren er bondemand. Der er flere bipersoner bl.a Sofus som er en gammel mand, som kører rundt på en blå crosser.
Der er to mekanikere, som har deres eget værksted. Den Lille røde traktor besøger værkstedet mange gange i løbet af serien sammen med dens ven Søren.
Der er også Johnsen som er ejer af Store blå boss. Johnsen mener at Store blå boss er bedre end Lille røde traktor, pga størrelsen.
Historien foregår i landsbyen Bøgebæk, hvor de alle bor.

## Budskab, introsang og genre
Lille røde traktor har et budskab i serien, den lyder “Man behøver ikke altid at være størst, for at gøre den største forskel”.
Forfatteren har bl.a sørget for at skabe en intro sang som mange børn kan huske, den lyder “Lille røde traktor passer sit job...thuut thuut afsted”.
Den har genren Fabel, pga Lille røde traktor forstår og reagere på hvad Søren siger.
 Der er for få eller ingen kildehenvisninger i denne artikel, hvilket er et problem. Du kan hjælpe ved at angive troværdige kilder til de påstande, som fremføres i artiklen.